# 坎波桑托
坎波桑托（義大利語：Camposanto），是意大利摩德纳省的一个市镇。总面积22平方公里，人口3222人，人口密度146.5人/平方公里（2009年）。ISTAT代码为036004。